# Knippsaltgräs
Knippsaltgräs (Puccinellia fasciculata) är en gräsart som först beskrevs av John Torrey, och fick sitt nu gällande namn av Eugene Pintard Bicknell. Enligt Catalogue of Life ingår Knippsaltgräs i släktet saltgrässläktet och familjen gräs, men enligt Dyntaxa är tillhörigheten istället släktet saltgrässläktet och familjen gräs. IUCN kategoriserar arten globalt som sårbar. Arten förekommer tillfälligt i Sverige, men reproducerar sig inte. Inga underarter finns listade i Catalogue of Life.

## Bildgalleri

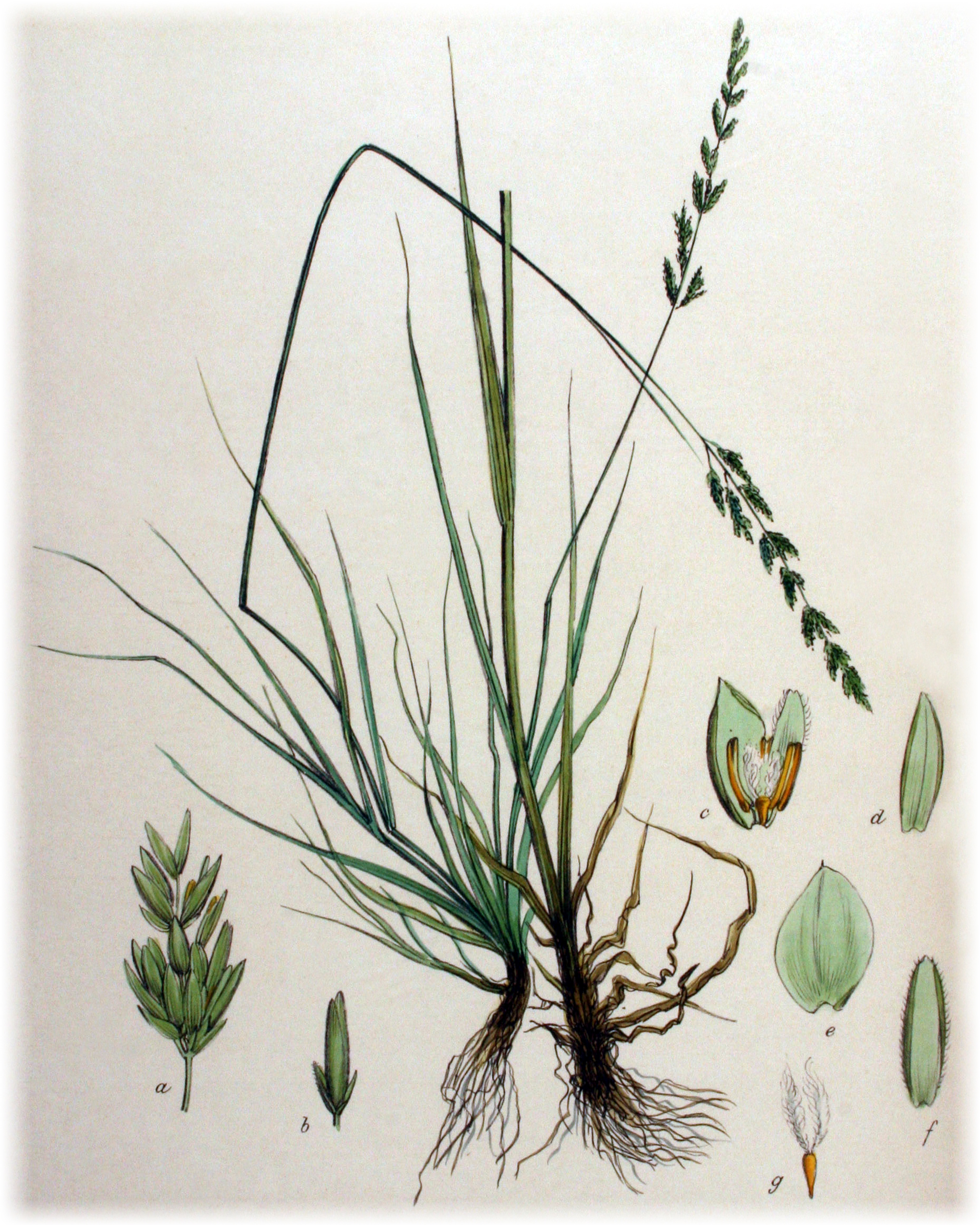